# لا أسيبيدا
لا أسبيدا هي مدينة تقع ضمن منطقة مدريد ذاتية الحكم التابعة لدولة إسبانيا.